# Deanna Haunsperger
Deanna Haunsperger est une mathématicienne américaine et professeure de mathématiques au Carleton College. Elle a été présidente de la Mathematical Association of America pour le mandat 2017-2018. Elle a co-créé et co-organisé le Carleton College Summer Mathematics Program for Women, qui s'est déroulé chaque été de 1995 à 2014.

## Formation
Haunsperger a obtenu son Bachelor of Arts en mathématiques et en informatique du Simpson College en 1986. Elle a obtenu sa maîtrise en mathématiques en 1989 et son doctorat. en mathématiques en 1991 de l'université Northwestern. Sa thèse était intitulée Projection and Aggregation Paradoxes in Nonparametrical Statistical Tests et son directeur était Donald Gene Saari,.

## Carrière
Haunsperger a été professeure adjointe de mathématiques au St. Olaf College (en) de 1991 à 1994. Depuis 1994, elle est membre du corps professoral du département de mathématiques du Carleton College,.
De 1995 à 2014, Haunsperger a dirigé le programme d'été de mathématiques pour les femmes du Carleton College. Ce programme visait à préparer les femmes de premier cycle à poursuivre un doctorat en mathématiques ,.

## Récompenses et honneurs
De 1999 à 2003, Haunsperger a été co-rédactrice en chef de Math Horizons (en), un magazine destiné aux étudiants de premier cycle qui s'intéressent aux mathématiques.
Haunsperger a été le deuxième vice-président de la Mathematical Association of America (MAA) de 2006 à 2008. Elle a été élue présidente du MAA pour le mandat 2017-2018.
Haunsperger a remporté plusieurs prix de l'Association for Women in Mathematics (AWM). En 2012, elle a été sélectionnée pour le prix M. Gweneth Humphreys, qui récompense les professeurs de mathématiques qui ont fait preuve d'un mentorat exceptionnel. Elle a reçu le deuxième prix présidentiel annuel de l'AWM en 2017. En 2017, elle a été sélectionnée comme membre de l'AWM dans la classe inaugurale. Elle est la lauréate 2021 du prix Yueh-Gin Gung et du Dr Charles Y. Hu pour services distingués aux mathématiques de la Mathematical Association of America « pour son service prolifique aux mathématiques, y compris avec la Mathematical Association of America; pour son leadership influent des femmes en mathématiques ; pour sa longue focalisation sur l'inclusion et sur la création de communautés mathématiques inclusives ; et pour une carrière louable qui a été riche en recherche mathématique, en éducation mathématique et en exposition mathématique ».

## Publications
- (en) Deanna Haunsperger et Stephen Kennedy, The Edge of the Universe: Celebrating Ten Years of Math Horizons, Mathematical Association of America, 2007 (ISBN 978-0-88385-555-3, lire en ligne)